# Chrámové jméno
Chrámové jméno (čínsky: znaky tradiční 廟號, zjednodušené 庙号, pinyin miàohào, český přepis miao-chao) bylo čestné jméno udělované po smrti panovníkům v Číně, Koreji a Vietnamu. Ve srovnání s posmrtným jménem je jeho udělování více omezené – posmrtné jméno bylo udělováno i šlechtě a zasloužilým osobnostem. Chrámové jméno také bylo vždy pouze dvouznakové, zatímco délka posmrtného jména postupně vzrostla až na více než dvacet znaků. Chrámové bylo jméno proto, že bylo používáno při ceremoniálech uctívání předků v chrámech.
Chrámové jméno se skládalo z adjektiva vyjadřujícího charakter vlády zemřelého. Obvykle bylo vybráno takové, které se nevyskytovalo v posmrtném jméně dotyčného. Pro zakladatele dynastie bylo téměř vždy použito kao (高, veliký, vznešený) nebo tchaj (太, největší).
Druhým znakem byl cu (祖, praotec, předek, zakladatel) obvyklé u prvního císaře dynastie; nebo cung (宗, předek) u ostatních vládců.
Chrámová jména byla sporadicky udělována od dynastie Chan a pravidelně počínaje dynastií Tchang. V literatuře jsou císaři dynastie Tchang a následujících známi pod svými chrámovými jmény. Starší císaři jsou jmenování svými posmrtnými jmény, s jejich prodlužováním se však stalo jejich používání nepraktické; panovníci posledních dvou dynastií (Ming a Čching) jsou ale označováni jmény jejich ér vlády.